# Одяг мая

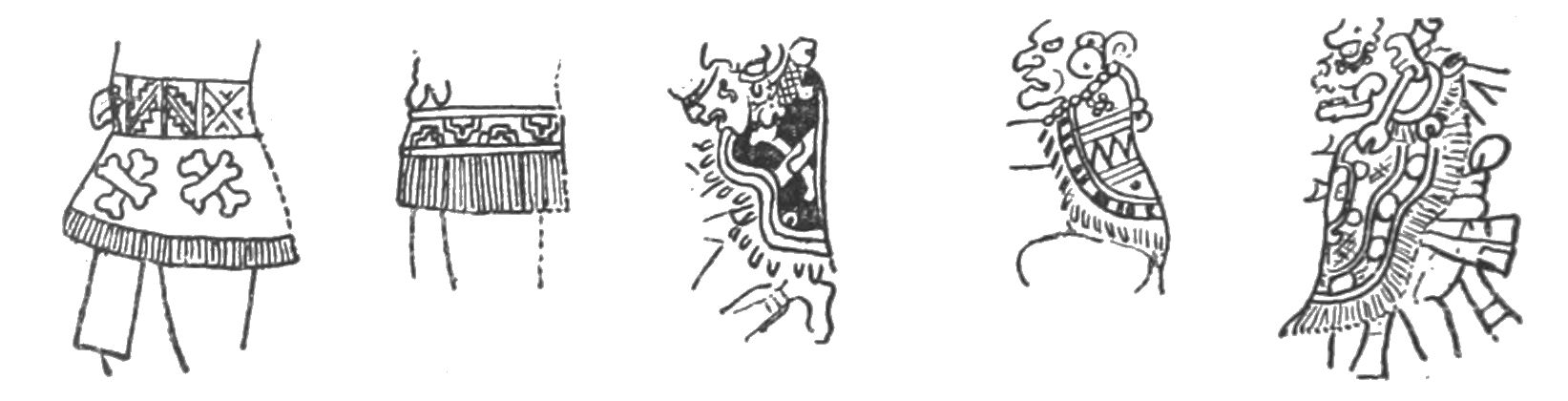
Одяг мая

Одяг мая — сукупність створених народами цивілізації мая предметів, виробів, якими покривали своє тіло різні верстви населення суспільства. Складався переважно з бавовняних, шкіряних виробів, пір'я птахів. Сучасні мая переважно зберігають традиції носіння одягу.

## Головний убір
Члени громади мая носили заплетеним волосся, яке у них дуже довге. Волосся найчастіше запліталося у вигляді гірлянди, що вкладалася навколо голови, ззаду залишався невеликий хвостик, схожий на китицю. Вояки носили косу навколо голови, кінець якої звисав на спину. Зачіска прикривалася хусткою у вигляді каптура.
Жінки розділяли волосся на дві або чотири частини. Багато жінок і чоловіки носили чубок, піднятий стрічкою з бавовняної тканини або лика. Дівчата мали дві або чотири коси, у одружених жінок зачіска була більш складною.
Гоління волосся служило покаранням.
Зазвичай головні убори могли дозволити собі лише знатні особи. Як головні убори використовувалися подоби вінців або тюрбанів, прикрашених різним пір'ям (у володарі — кецаля) або довгими стрічками на кшталт кукурудзи. Розмір головного убору свідчив про могутність і потугу його господаря. Інколи вони були настільки великими і пишними, що для їх тримання застосовувалися спеціальні дерев'яні підпори, прикріплені до пояса. Голови жерців і вояків під церемонії прикрашалися дерев'яними або плетеними масками ягуарів та інших тварин, а також рептилій і риб.

## Верхній одяг
Одяг мая майже не змінився за весь довгий період їхнього самостійного існування. Розрізнявся чоловічій і жіночий одяг. Правителі, знать і жерці також мали особливості.
Основний одяг чоловіків — це пов'язка на стегнах (еш або мастіль), часто вишита, з кінцями, прикрашеними своєрідним «бордюром» з пір'я, і великий квадратний плащ (паті), що зав'язували у плечей. І те й інше виготовлялося з бавовняної тканини. Часто рядові члени громади носили лише пов'язку на стегнах. Шати знатних осіб і правителя відрізнялися великою різноманітністю і пишністю. Вони носили фартух, короткі сорочки без рукавів з тканини або ягуарової шкіри, які щільно облягали тіло, пишні мантії, облямовані пір'ям (шиколь). Іноді носили короткі спідниці. На плечах — ягуарова шкіра.
Звичайний одяг жінок становила довга простора сорочка без рукавів, з відкритими плечима (куб) або відкрита з обох сторін і пов'язана біля пояса. Використовувалася накидка, що вкривала груди та пчечі (кечкеміть). Також були розповсюджені сукні, що представляли собою тканини, які мая носять від середини тулуба вниз, прикриваючи груди, пов'язуючи їх подвійною накидкою, пропущеною під пахвами, що доходила до щиколоток (трахе), іноді додавали пояс (фахе). Довгі сорочки знатних жінок, частіше білого кольору, рясніли вишивками з геометричним візерунком, поверх накидали червоний плащ з блакитною оборкою по краях.

## Взуття
Основним взуттям були сандалі. Їх робили з оленячої недубленої шкіри і підв'язували агавовими мотузками. Взуття володарів та знаті найчастіше прикрашалася хутром ягуара або оцелота.

## Прикраси
Будь-які тканини, що йшли на одяг чоловіків-аристократів, розшивалися нефритовим намистом, коштовними мушлями, перламутровими дисками. На щиколотки і зап'ястя надягали браслети, а ноги бинтували вузькими смугами тканини.
Вбрання знатних жінок доповнювалися численними прикрасами з нефриту, топазу та інших каменів, перлів, мушель, пір'я, зубів і лап ягуара, крокодилячих зубів, а в пізній час — із золота й міді.
Мая проколювали мочки вух, ніс і губи для того, щоб всиляти них сережки, вставки і лабретка, які належало носити надалі. Передні зуби, різці та ікла могли бути прикрашені інкрустацією з нефриту або піриту. Для цього на передній стороні зуба висвердлювали западину завглибшки 1—3 мм, в яку потім поміщали інкрустацію.

## Розпис і татуювання
Було поширене забарвлення тіла та обличчя. Фарбувалися майже у всіх випадках життя: перед військовими діями, з нагоди свят, поховання і таке ін. Найпоширенішими кольорами були жовтий (для бранців), червоний (воякам), чорний (неодруженим юнакам) і синій (жерцям). Фарби ці були досить стійкими і трималися на тілі кілька діб. Іноді за допомогою глиняних штампів на тіло наносилися різноманітні візерунки. У жінок фарба з'єднувалася з пахощами.
Прийнято було наносити татуювання. Хоча операція татуювання завдавала мук (людина після неї хворіла кілька днів), не мати татуювання вважалося ганебним. Зображувалися орнаменти, що мали символічне значення, ієрогліфи. Татуювання у жінок вкривало зазвичай тіло від пояса вгору, окрім грудей, і було більш витонченим і красивим, ніж у чоловіків.

## Колоніальний період. Сучасність
В перші десятиріччя основою залишалася настегнова пов'язка (у чоловіків і жінок), що являла собою стрічку завширшки з руку. Вона служила шароварами і панчохами. Мая нею обгортали кілька разів поперек таким чином, що один кінець спускався спереду, а другий позаду. Носили довгі і квадратні плащі, їх зав'язували на плечах, на ногах — сандалі з тростини або шкіри оленя, жорстко виробленої. Жінки покривали волосся косинкою з бавовняної тканини, яка була відкрита на зразок короткої накидки.
В сучасному одязі мая відобразилися старовинні традиції їхнього народу. У чоловіків він складається зі смугастої сорочки, яку заправляють в штани, навколо талії обмотується строкатий пояс. На плечі або прив'язують до поясу велику полотняну торбу. Штани зазвичай дуже широкі і короткі. На голові — панама.
Основу жіночого костюма становить уіпіль (простора блуза) та корте (довга прямокутної форми спідниця, що доходить до щиколоток). Через плече жінки-мая носять шаль (тсуте). Голову вкривають хусткою, яку скручують на кшталт тюрбана. Назва уіпіль (слова мовою науатль) свідчить про вплив ацтекської культури на мая під час володарювання іспанців. Водночас уіпіль є важливим символом племінної приналежності. Різні громади мають різні конструкції, кольори, довжини, а також особливі уіпіля для церемоніальних цілей.

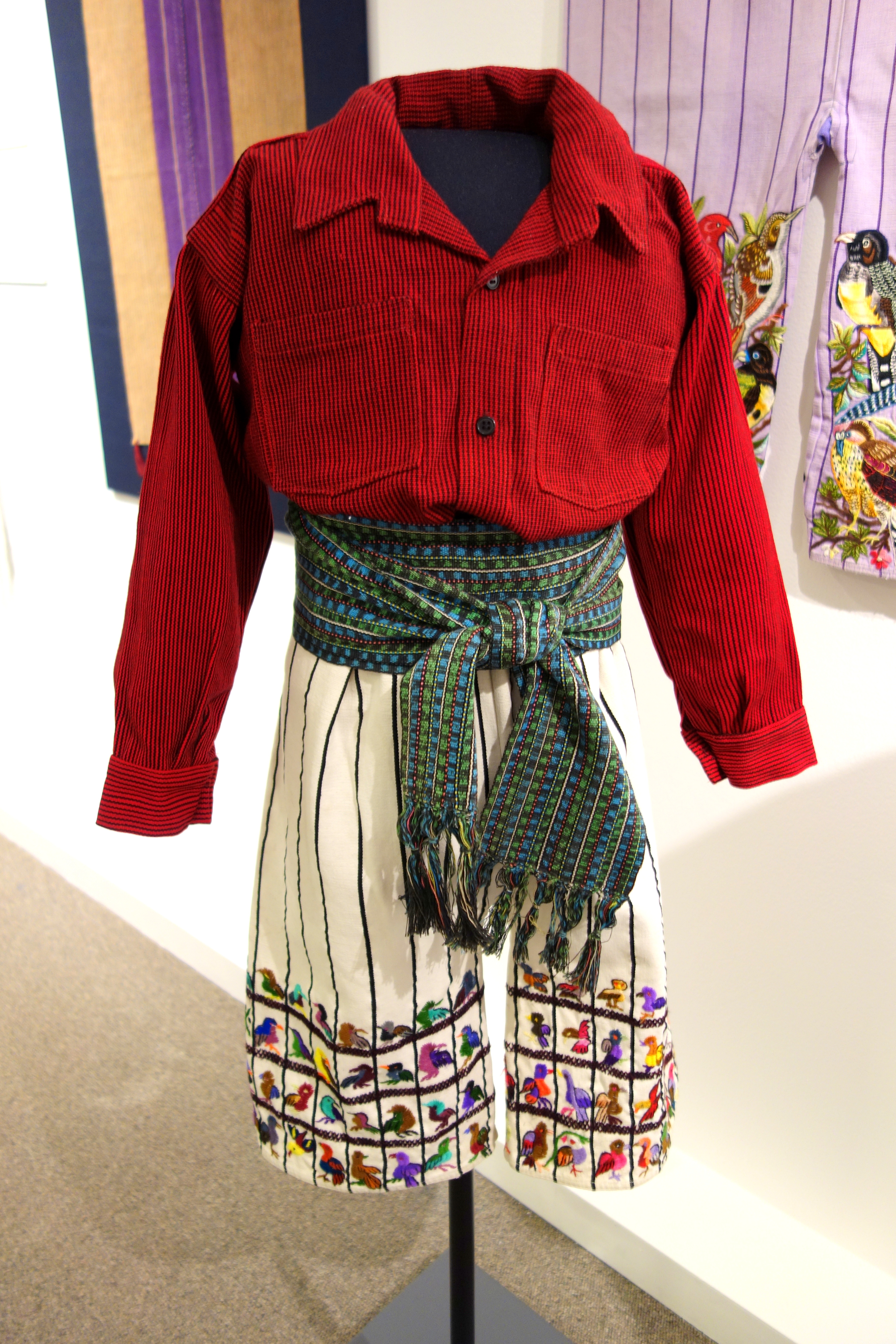
Костям молодика
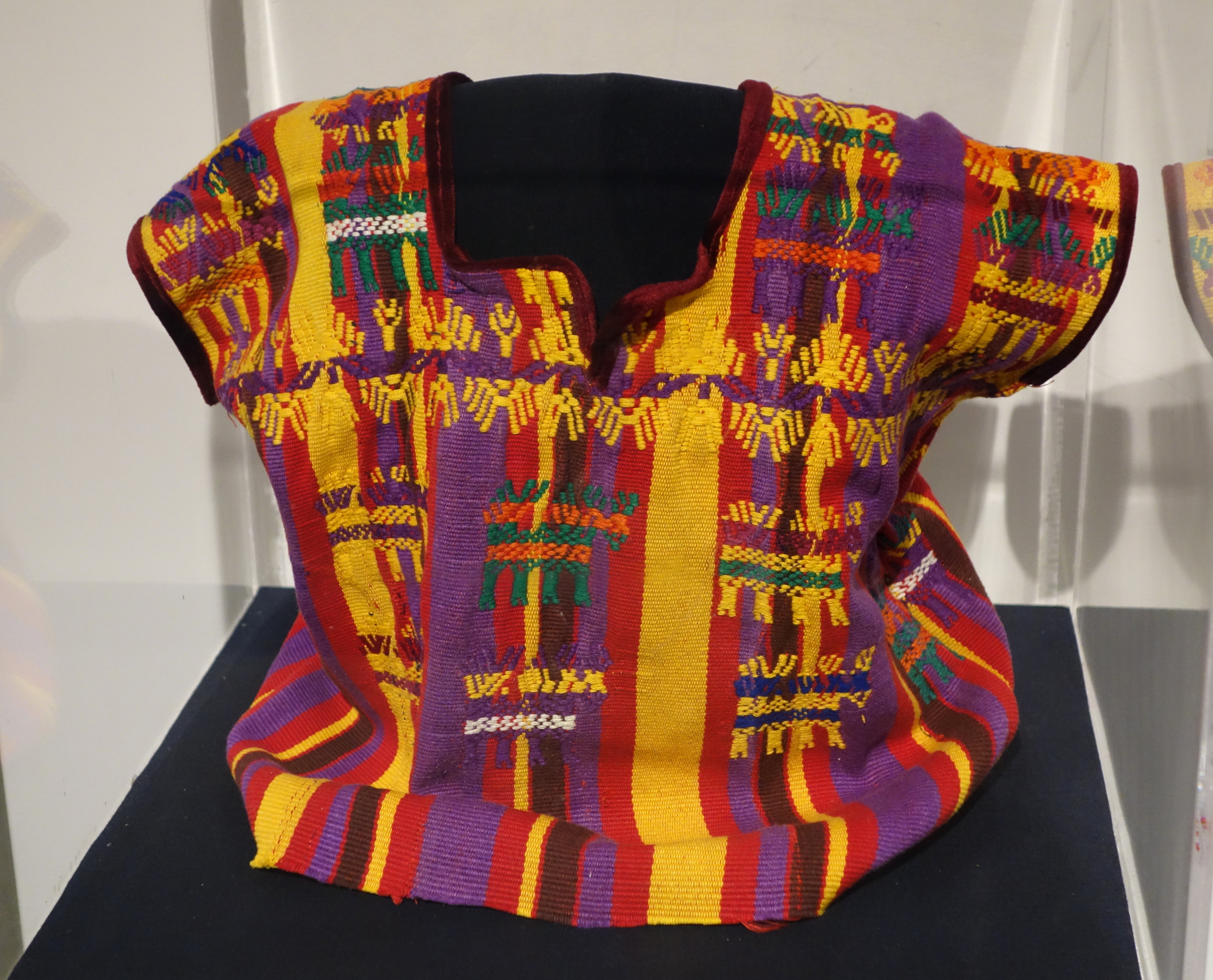
Дитяча уіпіль качікель-мая
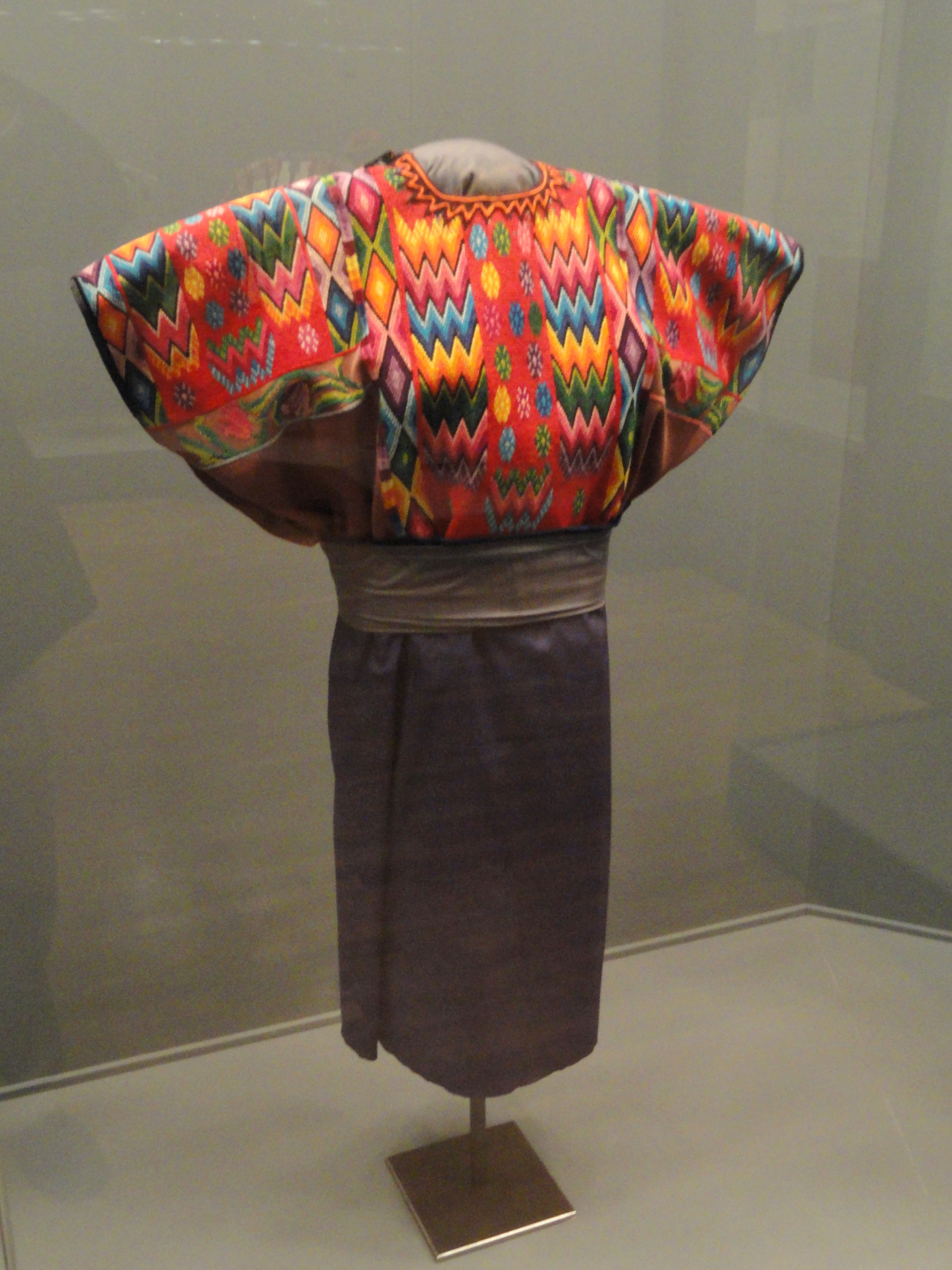
Жіночий костям мая-кіче та мая-мам
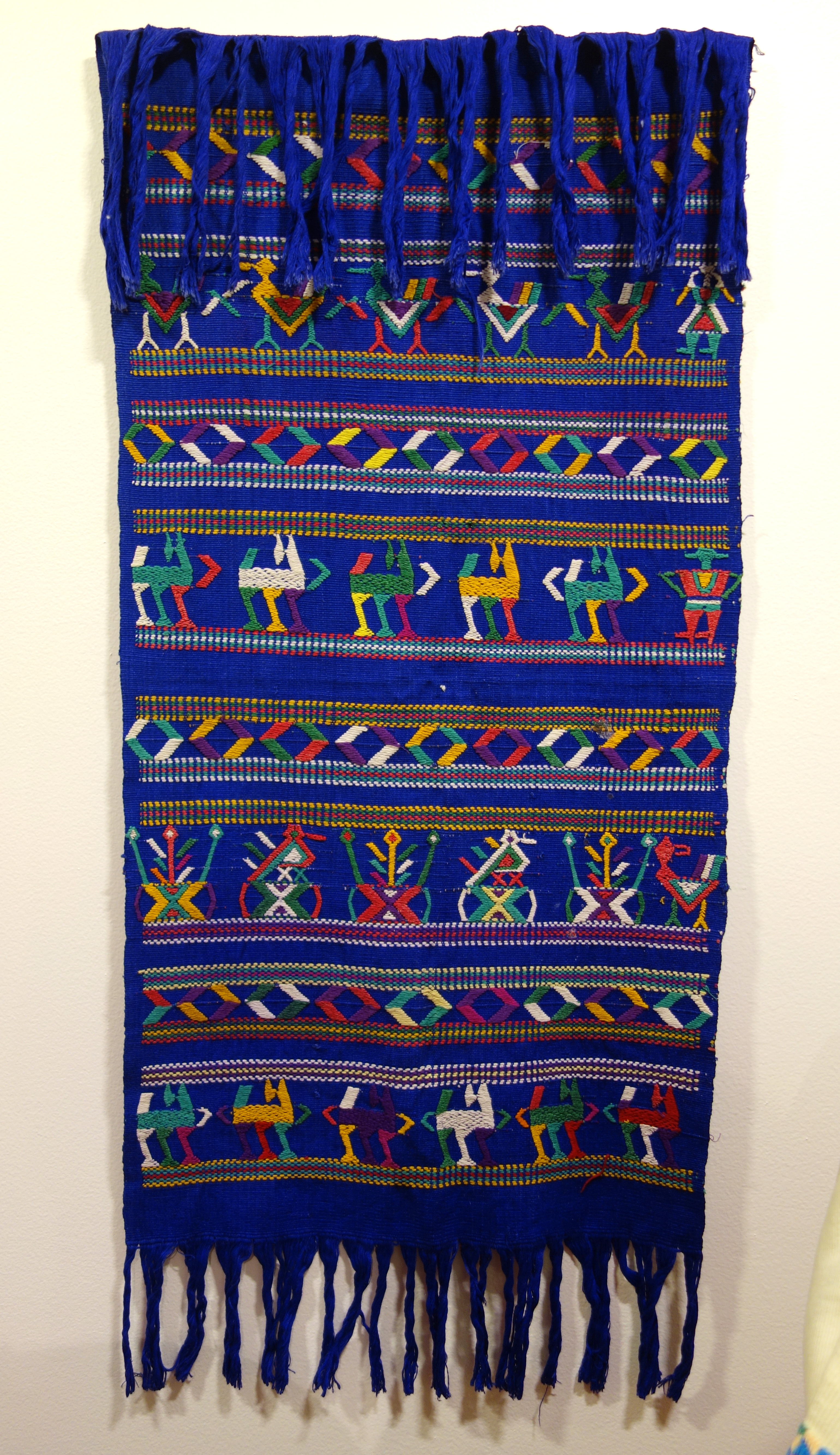
Хустка на голову
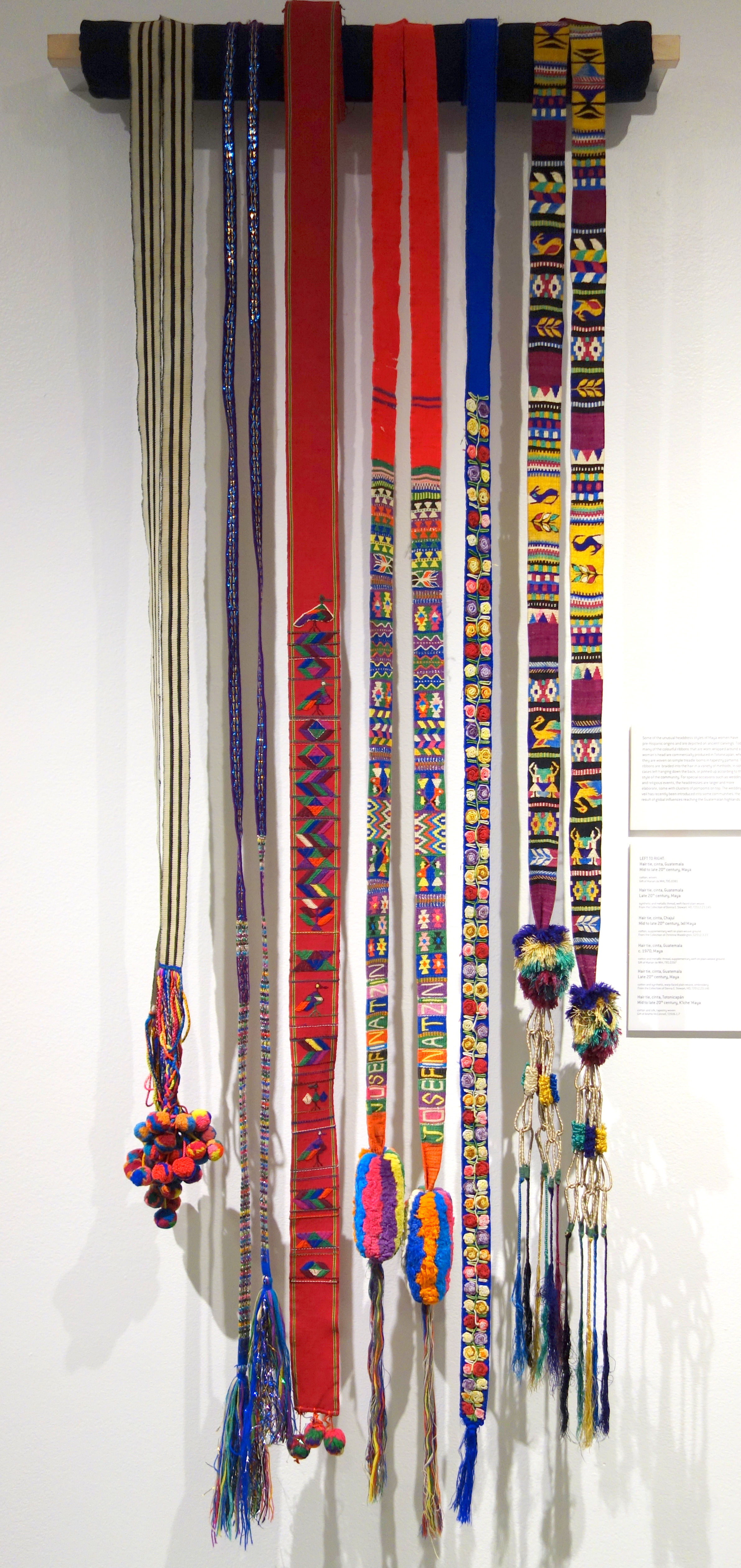
Стрічки для волосся
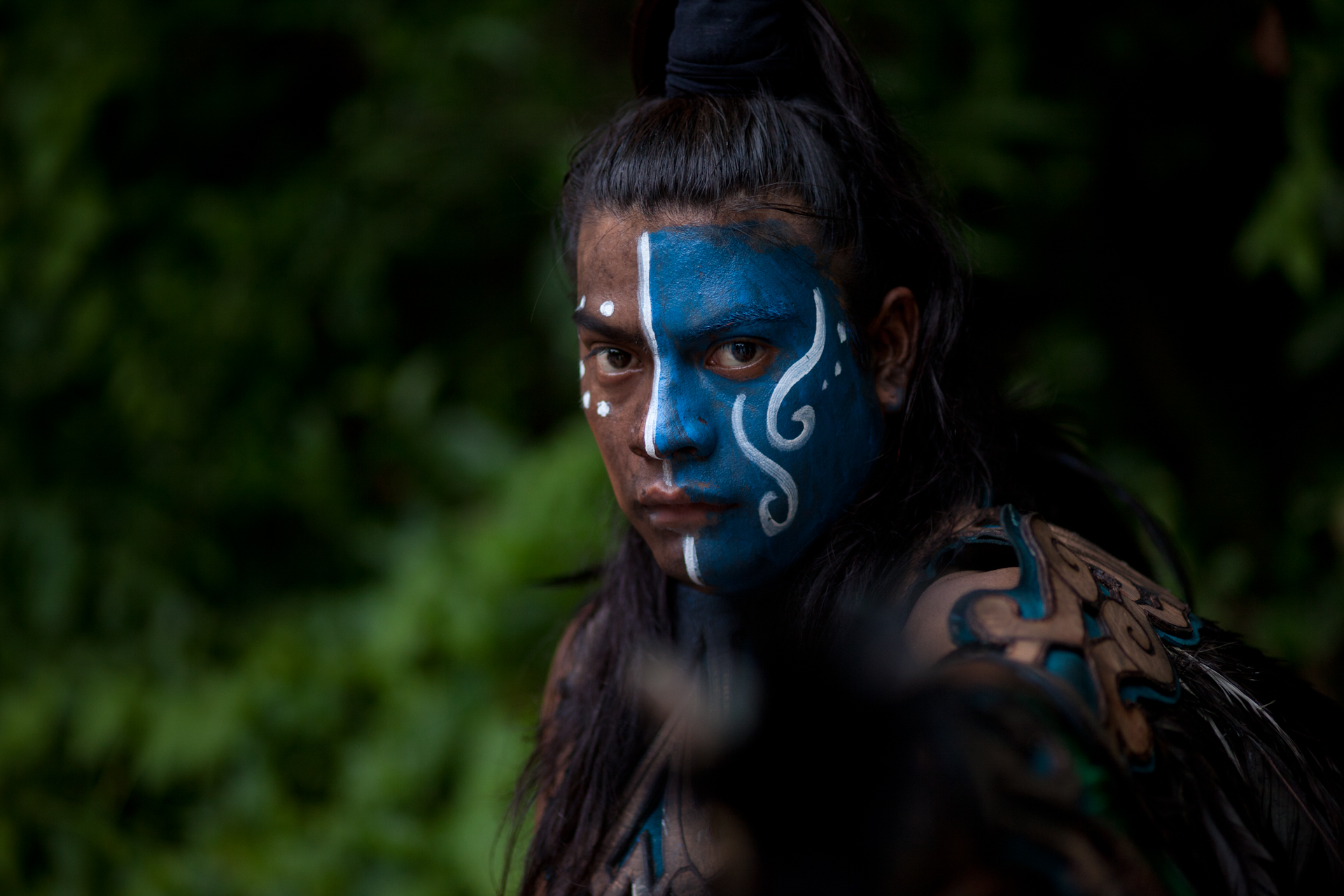
Розмальовка і тату мая
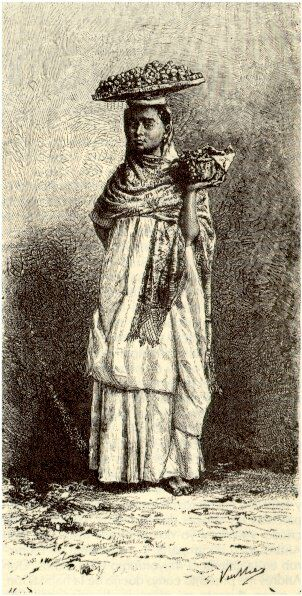